# Трајс-Карден
Трајс-Карден (њем. Treis-Karden) општина је у њемачкој савезној држави Рајна-Палатинат. Једно је од 92 општинска средишта округа Кохем-Цел. Према процјени из 2010. у општини је живјело 2.282 становника. Посједује регионалну шифру (AGS) 7135082.

## Географски и демографски подаци
Трајс-Карден се налази у савезној држави Рајна-Палатинат у округу Кохем-Цел. Општина се налази на надморској висини од 87 метара. Површина општине износи 31,3 km². У самом мјесту је, према процјени из 2010. године, живјело 2.282 становника. Просјечна густина становништва износи 73 становника/km².